# Opération Frankton
Seconde Guerre mondiale - Bataille de l'Atlantique
Batailles
Bataille de l'Atlantique
- Bataille des Caraïbes
- Blocus allié de l'Allemagne
- Guerre météorologique
- Bataille du Rio de la Plata
- Opération Berlin
- Bataille du détroit de Danemark
- Opération Neuland
- Torpedo Alley
- Opération Paukenschlag
- Opération Postmaster
- Opération Cerberus
- Opération Biting
- Opération Chariot
- Bataille du Saint-Laurent
- Opération Frankton
- Bataille de la mer de Barents
- Mai Noir
- Bataille du cap Nord
- Opération Stonewall
- Opération Teardrop

Front d'Europe de l'ouest

Front d'Europe de l'est

Campagnes d'Afrique, du Moyen-Orient et de Méditerranée

Guerre du Pacifique

Guerre sino-japonaise

Théâtre américain
L'opération Frankton est une opération militaire de la Seconde Guerre mondiale menée par dix hommes d'une petite unité de commandos britanniques, le Special Boat Service des Royal Marines, rattachés aux opérations combinées. Le raid, qui commence le 7 décembre 1942 par la mise à l'eau de cinq kayaks au large de l'estuaire de la Gironde, a pour but l'attaque de forceurs de blocus, des navires de l’Axe, basés dans le port de Bordeaux assurant des liaisons avec le Japon. L'opération sera un succès mais huit des dix commandos y perdront la vie, noyés ou exécutés par les Allemands.

## Contexte
L’opération Frankton est conçue pour répondre aux désirs de Lord Selborne, ministre de la Guerre économique du gouvernement de Winston Churchill, qui demande, en mai 1942, qu’on prenne des mesures pour attaquer les navires de l’Axe, basés dans le port de Bordeaux, dont on sait qu’ils forcent le blocus entre la France et l’Extrême-Orient. Ces convois transportent des armes à destination du Japon et reviennent d’Extrême-Orient avec du caoutchouc.
Cette opération audacieuse par sa conception, par le soin de sa préparation et le courage de son exécution, fut l'un des premiers raids des forces alliées en territoire occupé. Lord Mountbatten, vice-amiral et chef des opérations combinées, le considéra comme « le plus courageux et imaginatif de tous les raids jamais menés par les hommes des opérations combinées »[réf. nécessaire].

## Plan
Le plan consiste, en bref, à ce qu'un officier et onze autres hommes des Royal Marines remontent la Gironde dans de petits canots, ne circulant que pendant la nuit, et placent des mines limpets (explosifs aimantés) sous la ligne de flottaison des navires qu’ils trouveront dans le port de Bordeaux. Les canots seront amenés jusqu'à quelque neuf milles (16 km) de l’embouchure de la Gironde dans un sous-marin effectuant son service normal de patrouille et n’auront pas besoin d’être spécialement conçus.

## Mission
Dans la soirée du 7 décembre 1942, le sous-marin britannique HMS Tuna met cinq kayaks à l'eau (Catfish, Coalfish, Crayfish, Cuttlefish et Conger) avec ses dix hommes d'équipage au large de Montalivet-Soulac (département de la Gironde). Un sixième kayak (Cachalot) ayant été déchiré lors de la mise à l’eau, l'équipage (William Ellery et Eric Fisher) rentre en Angleterre à bord du sous-marin. Les membres du commando devaient remonter l'estuaire en se cachant le jour, poser des mines sur les navires qu'ils trouveraient et abandonner leurs canots arrivés à Bordeaux. Un des cinq kayaks (Conger) disparaît en passant les remous de l'embouchure. Le Cuttlefish est perdu de vue. Le sergent Wallace et le marine Ewart, du Coalfish, sont capturés à l'aube près du phare de la pointe de Grave où ils étaient parvenus.
À la fin de la deuxième nuit (8-9 décembre), le Catfish et le Crayfish, poursuivant leur raid, sont portés par la marée près du Verdon et obligés de se glisser entre le môle et quatre navires ennemis à l'ancre. Les deux kayaks ne peuvent naviguer que de nuit et avec une marée favorable. Il leur faut passer la journée cachés dans les broussailles de la berge. La nuit du 11 décembre 1942, vers 21 h, les deux kayaks entrent dans le port de Bordeaux et se préparent à exécuter la dernière phase de leur mission. Le Catfish se dirige vers les quais de la rive gauche du port et réussit à fixer des mines magnétiques sur trois grands navires amarrés. Le Crayfish reste sur Bassens en rive droite et pose ses mines sur deux navires amarrés dans le môle. La mission accomplie, les quatre hommes ont seulement quelques heures pour s'enfuir. Les explosions commencent six heures plus tard, le 12 décembre 1942 à partir de 7 heures du matin.

## Le repli
Les quatre hommes descendent la Gironde jusqu'à Saint-Genès-de-Blaye en profitant de la marée descendante et du courant, coulent leurs embarcations et s'enfoncent dans les terres pour entreprendre un voyage de 160 km en zone occupée à pied jusqu'à Ruffec (Charente). Pour plus de sécurité les deux équipes se séparent. Le 14 décembre 1942, l'un des deux groupes (Laver et Mills) est repéré et dénoncé, près de Montlieu-la-Garde. Laver et Mills sont arrêtés et, malgré leur uniforme de l'armée britannique, sont considérés comme des terroristes (et non des militaires). Ils sont fusillés en mars 1943 à Paris.
L’autre groupe (Herbert Hasler et William Sparks (en)), aidé par la Résistance française puis par les réseaux catalans et républicains espagnols, rejoignent Gibraltar le 1er avril 1943, en passant par Blaye, Donnezac, Saint-Germain-de-Vibrac, Saint-Même-les-Carrières, Saint-Preuil, Ruffec (18 décembre 1942), bois de Benest, Marvaux (où ils restent cachés 42 jours), Roumazières, Limoges, Lyon, Marseille, Perpignan, Bañolas, Barcelone, Madrid et enfin Gibraltar.

## Bilan de l’opération
Les mines ont explosé, quatre cargos, le Tannenfels, le Dresden, l'Alabama et le Portland, sont très sévèrement endommagés. Un Sperrbrecher et le pétrolier Cap Hadid sont également touchés. Les pompiers français du port, sous l’autorité de l’ingénieur Raymond Brard, alias colonel Raymond, du Réseau Triangle-Phidias, sont immédiatement appelés, et selon un rapport français, ils ont contribué délibérément à aggraver les dommages en inondant les navires avec leurs lances afin de les faire chavirer.

## État des navires
Le cargo Tannenfels donne fortement de la bande et ne tarde pas à sombrer. L’arrière du cargo Dresden, dont le blindage et l’arbre porte-hélice ont été transpercés, coule par le fond. Le cargo Alabama est troué par les cinq limpets collés. Le cargo Portland est sérieusement endommagé, le feu causant beaucoup de dégâts. Ultérieurement, le Tannenfels, l'Alabama et le Portland seront renfloués avec l’aide de plongeurs, remontés et mis en cale sèche pour subir d’importantes réparations. On ne sait pas avec précision ce qui arriva au Sperrbrecher et au pétrolier Cap Hadid.

## Le destin des hommes du commando
Des dix hommes qui ont participé à la mission, seuls le major H.G. « Blondie » Hasler et le caporal William Sparks ont survécu. Sur les huit autres, deux sont morts noyés, six ont été capturés, puis fusillés. Ils faisaient partie des Royal Marines Boom Patrol Detachment, un des commandos britanniques.
- Kayak Catfish (Poisson-chat) :
  - Major H.G. « Blondie » Hasler (chef du commando) ;
  - Marine William E. Sparks (Londonien).

La mission accomplie, ils descendent la Gironde jusqu'à Saint-Genès-de-Blaye, coulent leur embarcation, s'enfoncent dans les terres et entreprennent un voyage, en zone occupée, à pied jusqu'à Ruffec (Charente). Aidés par la Résistance française puis par les réseaux catalans et républicains espagnols, ils rejoignent Gibraltar le 1er avril 1943.
- Kayak Coalfish (Lieu noir) :
  - sergent Samuel Wallace, soldat de métier qui avait 12 ans de service. Célibataire irlandais originaire de Dublin ;
  - marine Robert Ewart, Écossais ayant habité Scone, Alloa puis Glasgow, était employé dans une usine de textiles. Lorsque la guerre éclata, il s’engagea dans les Royal Marines Boom Patrol Detachment.

Le sergent Wallace et le marine Ewart sont capturés le 8 décembre 1942 à la pointe de Grave et fusillés sur ordre de l'amiral Julius Bachmann dans la nuit du 11 au 12 décembre après de longs interrogatoires, sans avoir parlé. Leur exécution a eu lieu à Blanquefort (Gironde), à proximité du château de Dehez servant aujourd'hui de lieu de commémoration. Le lieu de l'exécution est à situer dans l'enceinte du lycée jouxtant le domaine Dehez mais n'a rien à voir avec ce dernier alors occupé par un détachement italien. Le bunker servant de commémoration de nos jours est un dépôt de munitions italien.
- Kayak Crayfish (Écrevisse) :
  - caporal Albert Frédéric Laver, soldat de métier qui avait servi sur le Rodney l’année précédente contre le Bismarck, torturé et fusillé en mars 1943 à Paris ;
  - marine W.N. Mills, 21 ans, originaire de Kettering, employé dans un magasin d’articles de sport, servit dans la défense civile avant de s’engager dans les Royal Marines. Torturé et fusillé en mars 1943 à Paris.

Le repli de Laver et Mills s'est achevé près de Montlieu-la-Garde où ils sont dénoncés, arrêtés par la gendarmerie qui les remet aux autorités d'occupation. Enfermés à Bordeaux avec Mackinnon et Conway, puis transférés à Paris au début de janvier, tous les quatre sont torturés et exécutés le 23 mars 1943. Gardés en vie pendant trois mois, sans doute parce que les services de renseignement allemands cherchaient à savoir par qui ils avaient été aidés durant leur repli, le caporal Laver, le marine Mills, le lieutenant Mackinnon et le marine Conway sont morts sans avoir parlé.
- Kayak Cuttlefish (Seiche) :
  - lieutenant John MacKinnon (commandant en second) ;
  - marine James Conway, 20 ans, originaire de Stockport dans le Cheshire, livreur de lait.

Le lieutenant Mackinnon et le marine Conway, ayant poursuivi seuls leur route sur la Gironde, atteignent l'île Cazeau puis le bec d'Ambès où leur embarcation coule, après avoir éperonné un obstacle sous-marin. Ils se replient à travers l'Entre-deux-Mers jusqu'à Cessac où un couple de Français, M. et Mme Jaubert, les héberge trois jours à la métairie de Seguin. Après avoir quitté leurs hôtes, ils cherchent à gagner l'Espagne. Capturés par la gendarmerie française près de La Réole, le 28 décembre 1942, ils sont remis aux autorités allemandes qui les emmènent à Bordeaux où ils retrouvent Laver et Mills, puis transférés à Paris au début de janvier. Tous les quatre sont exécutés le 23 mars 1943.
- Kayak Conger (Congre) :
Le kayak chavire en traversant la barre au large de Soulac.
  - caporal George Sheard, disparu dans la nuit du 7 au 8 décembre. Son corps n'a jamais été retrouvé.
  - marine David Moffatt, né à Belfast, élevé dans le Yorkshire. Le corps de David Moffatt est découvert le 17 décembre 1942 sur la plage du Bois-Plage-en-Ré (île de Ré) avec le kayak.
- Kayak Cachalot (Cachalot) :
  - marine William Ellery, Londonien ;
  - marine Eric Fisher, originaire de West Bromwich dans la banlieue de Birmingham, réparateur de machines d’imprimerie.

Ils sont rentrés en Angleterre à bord du sous-marin HMS Tuna après que leur kayak a été déchiré lors de la mise à l’eau.
L'exécution des six soldats pris en uniforme, en application du Kommandobefehl d'Adolf Hitler du 18 octobre 1942 concernant les commandos, constitue un crime de guerre dont l'amiral Raeder eut à répondre au procès de Nuremberg en 1946 (Bachmann quant à lui était mort en 1945).

## Commémorations
Le souvenir des héros de l'opération Frankton est commémoré chaque année en France, notamment à Bordeaux, à Blanquefort, à Saint-Georges-de-Didonne et à Ruffec.
Des plaques commémoratives ont été posées en Entre-deux-Mers à Baigneaux, à Royan (fort du Chay) et à Cessac. Celle de Cessac ayant a été vandalisée, la municipalité propose en 2011 de poser une seconde plaque contre le mur de la mairie, au nouvel emplacement des commémorations. Un monument est également présent sur l'agglomération de Montalivet-les-Bains, face à la mer.
Le 3 mai 2014, afin de célébrer la certification du 1000e nageur de combat, une reconstitution historique a été réalisée par huit élèves nageurs. Aidés par le Mutin, cotre de la Marine nationale française servant de bateau-école, renouant pour l’occasion avec son passé au service du Special Operations Executive (SOE) durant la Seconde Guerre mondiale, les nageurs de combat ont été largués au point historique, au large de Montalivet. 140 km plus loin, les élèves nageurs de combat abandonnaient leurs kayaks à proximité du pont d'Aquitaine pour conduire une plongée offensive dans les eaux turbulentes de la Garonne. L'opération s’est achevée avec la participation des élèves du cours aux cérémonies commémoratives de l'armistice, où étaient mêlés bérets verts et rouges des élèves et instructeurs. L'opération a été présentée à Alain Juppé, maire de Bordeaux en présence de Bob Maloubier, père fondateur des nageurs de combat français.
Une station de tramway de la ligne C du réseau TBM, située sur la commune de Blanquefort, est dénommée Frankton.

### Association Frankton Souvenir
Lorsque Pierre Cessac demande à François Boisnier de rechercher le film de 1956 Cockelshell Heroes, puis de créer une association, les bases de ce qui allait devenir Frankton Souvenir étaient posées. En 2000, François Boisnier, ancien officier du 11e choc en Algérie, fonde cette association. Il propose à l'association Bagheera de le soutenir dans cette entreprise. Lui-même et son ami Raymond Muelle, ancien parachutiste des Chocs et de la Légion étrangère, coécrivent en 2003 le livre Commandos de l'impossible.
L’objet de l’association Frankton Souvenir est de commémorer cette opération chaque année et de faire vivre la mémoire de ces soldats à travers des cérémonies, des raids réalisés par différentes forces armées et organismes caritatifs. Un chemin de mémoire est matérialisé par 23 plaques commémoratives bilingues présentant l’opération Frankton et les chemins d’évasion des équipes ayant participé au raid de 1942 sur plusieurs communes de la région Nouvelle Aquitaine.
En 2009, François Boisnier laisse la présidence à Érick Poineau, qui met en place deux mémoriaux à la mémoire des hommes du HMS Tuna. Le premier, financé par des Britanniques, est situé à la Pointe de Grave au Verdon-sur-Mer. Le deuxième, financé par des Français, se trouve à Montalivet.
Pour les 20 ans de son existence, l’association Frankton Souvenir a autoédité un livre intitulé Franco-British Bond, 1999-2019,.

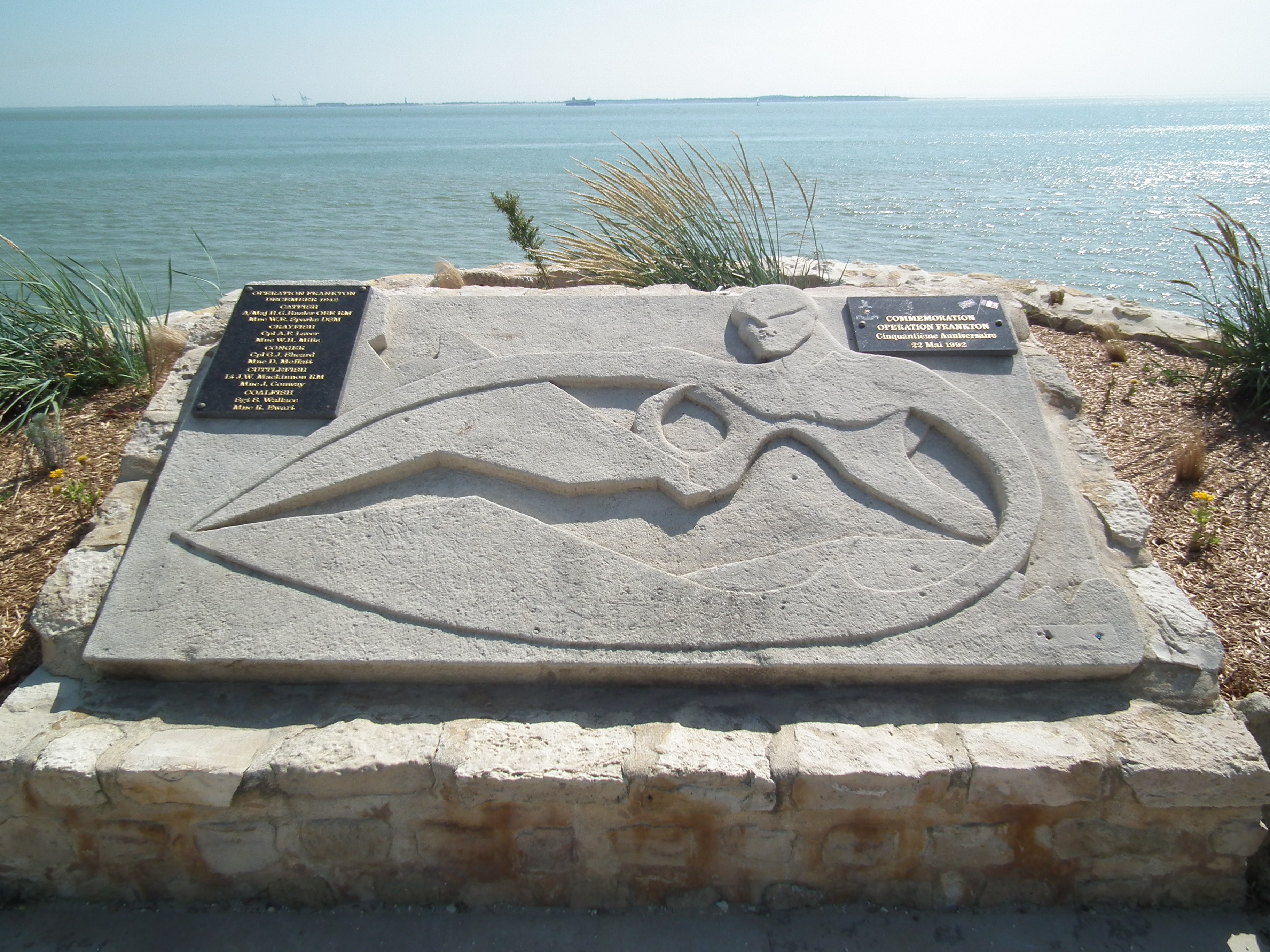
Monument rendant hommage aux participants de l'opération Frankton à Saint-Georges-de-Didonne (Charente-Maritime).
Monument aux membres de l'opération Frankton à la pointe de Grave (Gironde).
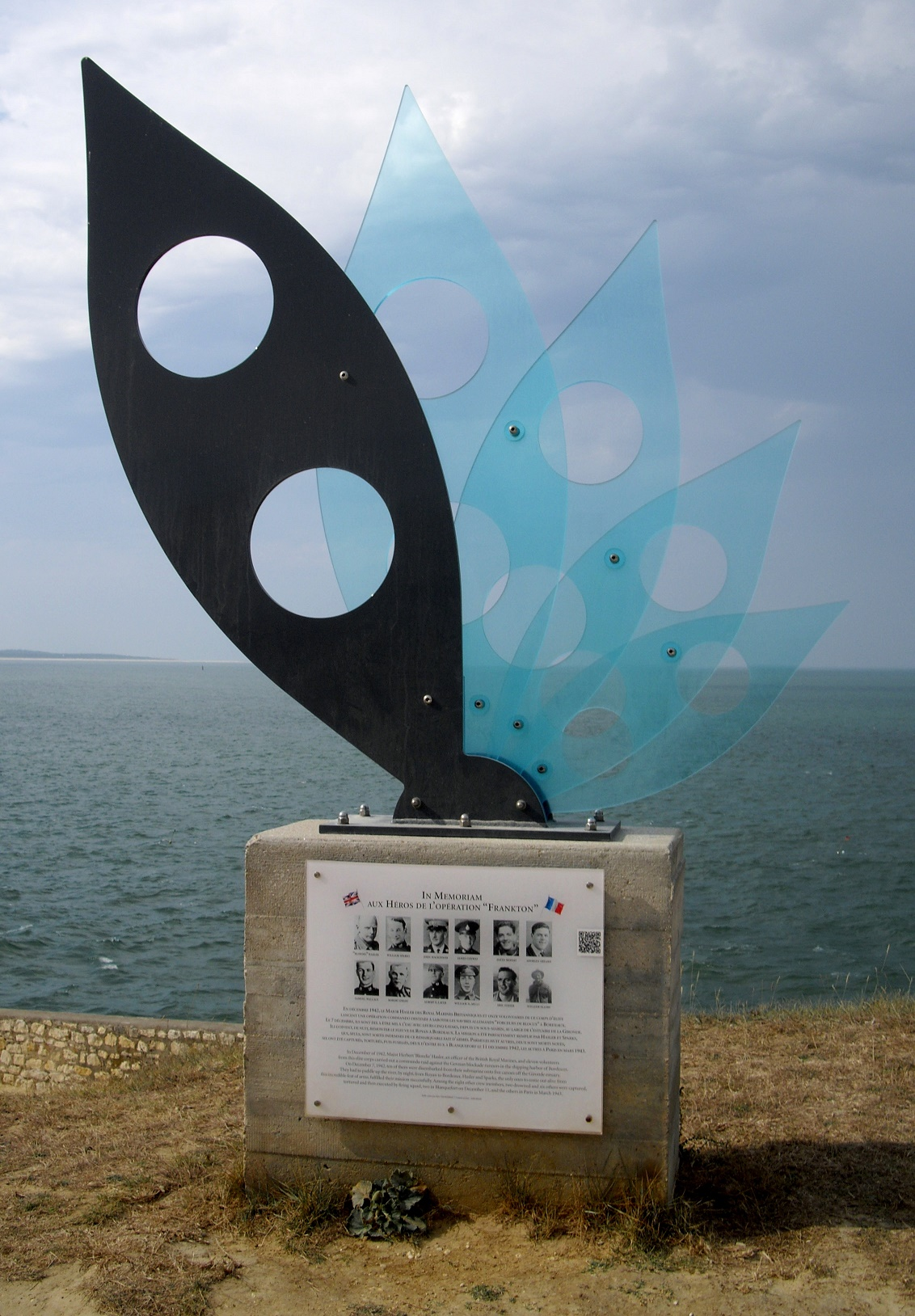
Stèle en mémoire de l'opération Frankton à Royan.
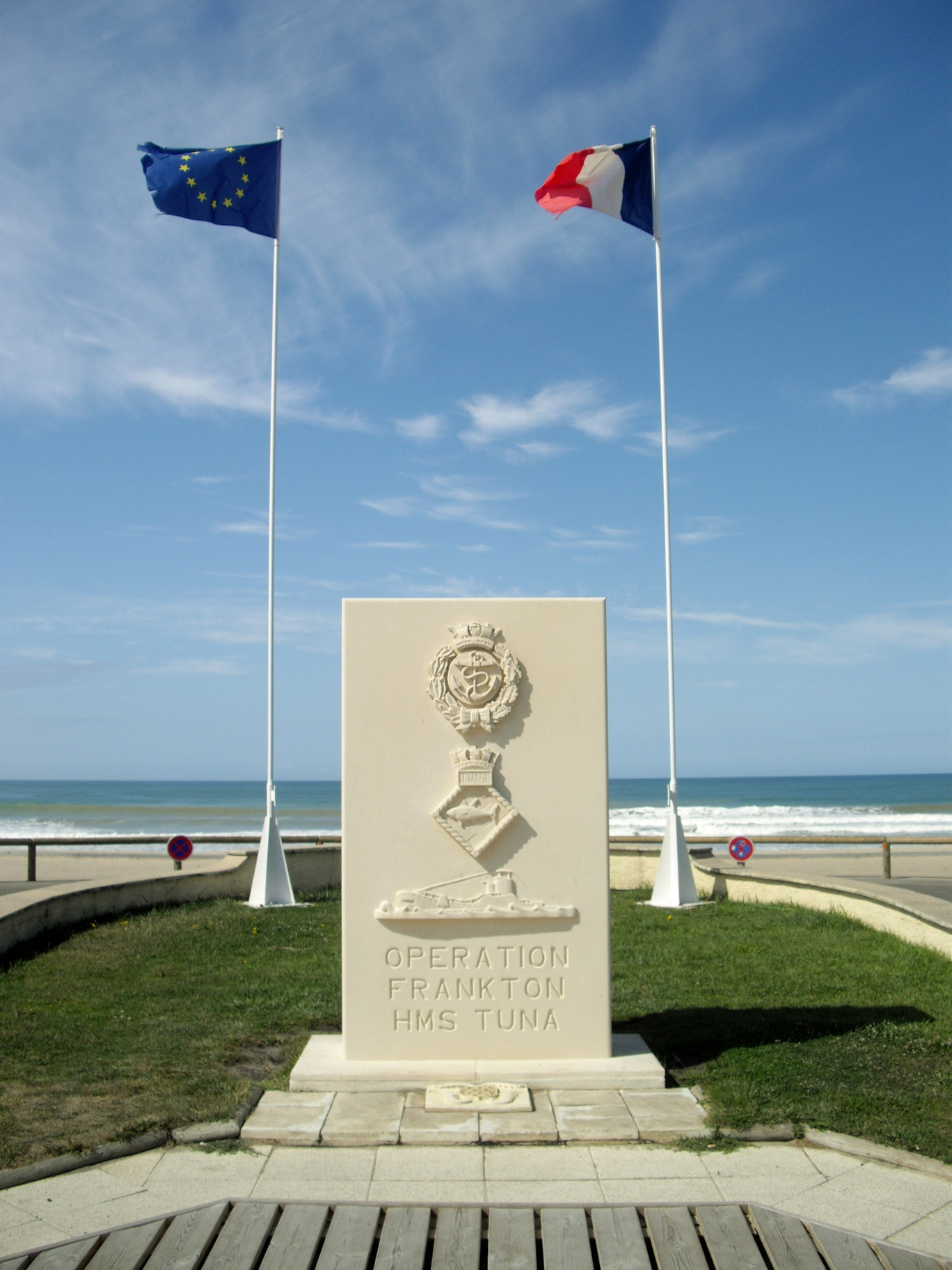
Monument commémoratif de l'opération Frankton à Montalivet-les-Bains.

### Filmographie
- Commando sur la Gironde (The Cockleshell Heroes) sorti en 1955 avec Trevor Howard.
- En 2004, deux films sur l'opération Frankton ont été tournés :
  - en France : Des ombres dans la nuit Opération Frankton, durée 52 minutes, réalisé par Ramon Maranon, diffusé par FR3 Aquitaine ;
  - en Angleterre et en France : Frankton Shadows, durée 30 minutes, réalisé par Tom Keene, diffusé par la BBC.
- The Most Courageous Raid of WWII, BBC, 2011, durée 59 minutes.